# Тауэр, Уэллс
Уэллс Тауэр (англ. Wells Tower; 14 апреля 1973, Ванкувер, Канада) — американский писатель, автор рассказов и нехудожественной прозы. Тауэр является участником программы Колумбийского университета — Курс писательского мастерства (англ. Creative Writing Program). Литературные критики называют Тауэра «следующим лучшим писателем Америки» (англ. America's next top author).
Уэллс Тауэр родился в канадском Ванкувере, но вырос в Северной Каролине. Получил степень бакалавра по антропологии и социологии в Уэслианском университете, а затем степень магистра искусств в Колумбийском университете.
Тауэр является дважды лауреатом престижной американской литературной премии Pushcart Prize, обладателем премии журнала «Парижское обозрение» (англ. The Paris Review). В июне 2010 года Тауэр вошел в двадцатку лучших молодых писателей Америки по версии журнала «The New Yorker».
Переводы рассказов Уэллса Тауэра на русский язык публикуются в журнале «Иностранная литература».